# 世界バスケへの道
世界バスケへの道（せかい―へのみち）は、2006年バスケットボール世界選手権（通称世界バスケ）開催に先立ち、スカイパーフェクTV!などのパーフェクト・チョイス、及びBS-i（現・BS-TBS）で放送された事前番組である。
2006年6月6日にパーフェクト・チョイス（Ch.180、現・スカチャン）で開始。毎週火曜 21:00～22:00に初回放送され、再放送もパーフェクト・チョイスと、スカイパーフェクTV!110（現・スカパー!）のスカチャン!110（現・スカチャン）各チャンネル、更にBS-iで日曜12:00～13:00に放送していた。
日本代表選手へのインタビュー、注目選手特集、さらに世界バスケの楽しみ方など世界バスケに関する情報を伝えていた。